# ВСВ-338
ВСВ-338 — российская снайперская винтовка, разработанная Ижевским машиностроительным заводом. Создана под патрон 8,6×70 мм .338 Lapua Magnum.

## Описание
В настоящий момент о снайперской винтовке ВСВ-338 мало, что известно. По известным данным она разработана концерном Калашников под патрон 8,6х70 мм .338 Lapua Magnum. Максимальная дальность составляет 1500 метров

### Конструкция
Запирание канала ствола производится в муфте ствола на три симметрично расположенных боевых упора. Спусковой механизм с регулируемым ходом спуска, с предупреждением. Предохранитель двусторонний, флажкового типа, блокирует затвор, шептало и спусковой крючок. Все узлы винтовки собраны на несущем корпусе из алюминиевого сплава, а модульная конструкция позволяет производить быструю замену ствола.
Винтовка оснащена складным прикладом с регулируемыми по высоте и в боковом направлении опорой щеки и плечевым упором, а также регулируемой по высоте дополнительной выдвижной стойкой. Накладка цевья, рукоятка и приклад выполнены из высокопрочного полимера.
В верхней части корпуса имеется планка Пикатини для крепления навесного оборудования в том числе дневно-ночных оптических прицелов.

## Характеристики
- Патрон — 8,6х70 мм .338 Lapua Magnum
- Калибр — 8,6
- Скорострельность выстрелов/мин — 10
- Дальность, м — 1500
- Магазин на — 5, 10 или 15 патронов